# Тропические влажные леса Центральной Полинезии
Тропические влажные леса Центральной Полинезии — экорегион влажных тропических лесов в Полинезии. Регион включает северную группу Островов Кука, острова Лайн в Кирибати, атолл Джонстон, остров Джарвис, атолл Пальмира и риф Кингмен во владениях США.

## География
Все острова в экорегионе тропических влажных лесов Центральной Полинезии представляют собой атоллы, низкие острова из кораллового песка, окружающие центральную лагуну. В экорегион входят восемь обитаемых и девять необитаемых атоллов..
Острова Лайн проходят с северо-северо-запада на юго-юго-восток на 3780 км, пересекая экватор. Самый северный из них риф Кингмен, а самый южный — остров Флинт.
Острова Тераина, Табуаэран, Киритимати, Малден, Старбак, Восток, Кэролайн и Флинт являются частью Кирибати. Риф Кингман, атолл Пальмира и остров Джарвис являются территориями США. Киритимати — самый большой остров площадью 388 км².
Атолл Джонстон расположен к северо-западу от островов Лайн и к юго-западу от Гавайских островов.
Северные острова Кука включают атоллы Пукапука, Ракаханга, Манихики, Пенрин и атолл Суворова. Южные Острова Кука входят в отдельный экорегион влажных тропических лесов Островов Кука.

## Климат
Климат островов тропический. Температура тёплая круглый год с небольшими сезонными колебаниями. Южные и северные острова находятся в пределах пояса пассатов, и на них регулярно выпадает 1500 и 3000 мм осадков в год. Острова в пределах 5º широты экватора получают менее 1000 мм ежегодно, с периодическими засухами.

## Флора
Естественной растительностью на более влажных островах являются леса тропических атоллов. Характерные виды являются общими для прибрежных районов Индо-Тихоокеанской области и включают деревья Pisonia grandis, Calophyllum inophyllum, Heliotropium foertherianum, Pandanus tectorius, Cordia subcordata и Guettarda speciosa, а также кустарники Morinda citrifolia, Scaevola taccada и Suriana marina.
Самые засушливые и самые низкие острова покрыты невысокими растениями, в том числе травянистым растением Lepturus repens и лианами Tribulus cistoides и Portulaca lutea, с участками поросли Heliotropium foertherianum, Pemphis acidula и Scaevola taccada.

## Фауна
Фауна позвоночных на атоллах — это в основном морские птицы, которые образуют на некоторых островах большие колонии, например на атолле Джарвис обитает крупная колония (до миллиона особей) тёмной крачки (Sterna fuscata). Здесь нет местных неморских млекопитающих или земноводных.
Единственная птица из воробьиных — эндемик полинезийская камышовка (Acrocephalus aequinoctialis), настоящая камышовка, обитающая на Тераине, Табуаэране и Киритимати. Рубиновый лори-отшельник (Vini kuhlii) — попугай, находящийся под угрозой исчезновения, обитающий на Киритимати и Тераине, а также на Риматаре на островах Тубуаи Французской Полинезии к юго-востоку. В его ареал когда-то также входили Острова Кука.

## Охраняемые территории
По оценке 2017 года 83 % территории экорегиона находится на охраняемых территориях, которые включают:
- Заповедник дикой природы Киримати
- Атолл Суворов
- Морской национальный памятник Тихоокеанских отдалённых островов защищает риф Кингман, атолл Джонсон, остров Джарвис и атолл Пальмира.